# Сулейман Ав
Сулейман Ав (фр. Souleymane Aw, нар. 5 квітня 1999) — сенегальський футболіст, захисник клубу «Ейпен».
Виступав, зокрема, за клуби «Ейпен» та «Руселаре», а також молодіжну збірну Сенегалу.

## Клубна кар'єра
У дорослому футболі дебютував 2017 року виступами за команду клубу «Ейпен», в якій провів один сезон, взявши участь в одному матчі чемпіонату.
Своєю грою за цю команду привернув увагу представників тренерського штабу клубу «Руселаре», до складу якого приєднався 2018 року. Відіграв за команду з Руселаре наступні жодного сезонів своєї ігрової кар'єри.
До складу клубу «Ейпен» повернувся того ж року.

## Виступи за збірну
З 2017 року залучається до складу молодіжної збірної Сенегалу. На молодіжному рівні зіграв у 18 офіційних матчах.